# .il
.il je vrhovna internetska domena (country code top-level domain - ccTLD) za Izrael. Domenom upravlja Izraelsko internetsko udruženje.

## Vanjske poveznice
- IANA .il whois informacija  Arhivirana inačica izvorne stranice od 19. srpnja 2008. (Wayback Machine)